# Olof Lidin
Olof G. Lidin, född 1926, död 2018, var en svensk-dansk orientalist, fil.dr i japanologi vid University of California 1967, professor vid Köpenhamns universitet 1972.
Lidin skrev böcker om Japans historia och kultur, och var gästföreläsare vid olika institutioner i Europa och Japan. Han skrev även delen om Japan i "Österns storriken" i Bonniers världshistoria, 4 (1983).